# Farmàcia Parrilla
La Farmàcia Parrilla és una obra del municipi de Rubí (Vallès Occidental) protegida com a bé cultural d'interès local. Es tracta de la primera farmàcia de Rubí juntament amb la de la baixada del carrer Montserrat. L'actual edifici es va reformar el 1909. El portal era de fusta i més petit que l'actual.

## Descripció
És un edifici entre mitgeres de planta baixa i dos pisos. Destaca pel disseny modernista de la façana així com ple grau de conservació de l'interior de la farmàcia. El basament de l'edifici s'ha tractat amb un aplacat de majòliques rectangulars groguenques, un sòcol de ceràmica fosca i una filada de sanefa decorativa que es repeteix per damunt de la porta. A la botiga es destaquen dues pilastres d'accés i una esvelta columna central, totes de marbre blanc vetejat. A més, es conserva el mobiliari modernista de la farmàcia i els paviments originals: mosaic hidràulic i marbre blanc vetejat. La façana corresponent als habitatges està tractada amb un estuc imitant carreus llisos i un esgrafiat amb motius florals a l'eix central. Cal citar l'element propagandístic "Farmàcia", trencadís de ceràmica vidrada blava i tipografia modernista a la paret mitgera nord.